# Schilf- und Wasserfläche Krautsand/Ostende
Die Schilf- und Wasserfläche Krautsand/Ostende ist ein kleines Naturschutzgebiet in der Elbmarsch des Kehdinger Landes im Landkreis Stade.

## Allgemeines
Das Naturschutzgebiet besteht aus einem knapp 9 Hektar großen Schilfgebiet, welches durch freie Wasserflächen ergänzt wird.

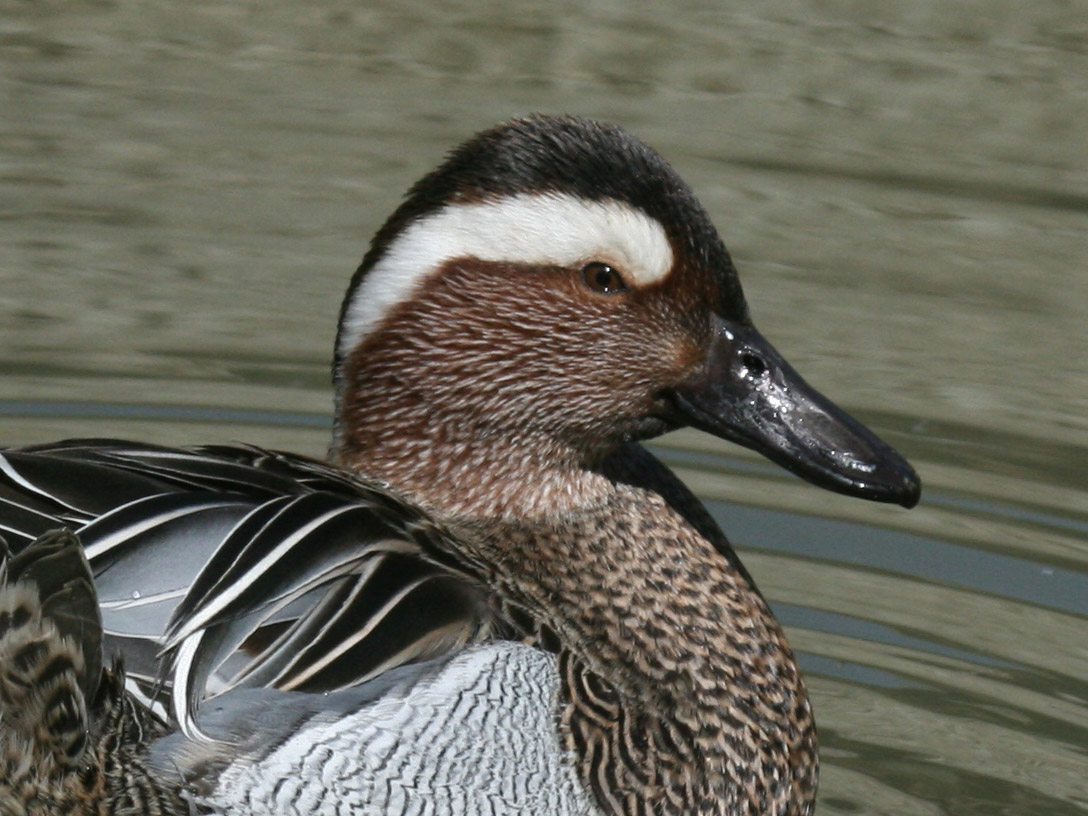
Knäkentenmännchen (Anas querquedula)

Das Naturschutzgebiet bietet zahlreichen seltenen Vogelarten Lebensraum. Beobachtet werden unter anderem Knäkenten, Krickenten, Löffelenten, Rohrdommel, Wasserralle und Rohrweihe. Ferner gaben verschiedene Rohrsängerarten, Bartmeise und Trauerseeschwalbe Anlass zur Unterschutzstellung. Das Naturschutzgebiet ist anthropogen durch Bodenabgrabung entstanden, es trägt seit seiner Einrichtung 1980 das amtliche Kennzeichen NSG LÜ 074.